# Districte de Nitra
El districte de Nitra (en eslovac: Okres Nitra) és un dels 79 districtes d'Eslovàquia. Es troba a la regió de Nitra. Té una superfície de 870,73 km², i el 2013 tenia 160.040 habitants. La capital és Nitra.

## Demografia
| Godina             | 1994    | 2004    | 2014    | 2024    |
| ------------------ | ------- | ------- | ------- | ------- |
| Nombre de persones | 162.491 | 163.764 | 160.241 | 164.577 |
| Diferència         |         | +0,78%  | −2,15%  | +2,70%  |

| Godina             | 2023    | 2024    |
| ------------------ | ------- | ------- |
| Nombre de persones | 164.820 | 164.577 |
| Diferència         |         | −0,14%  |

## Llista de municipis

### Ciutats
- Nitra
- Vráble

### Pobles
Alekšince | Báb | Babindol | Bádice | Branč | Cabaj-Čápor | Čab | Čakajovce | Čechynce | Čeľadice | Čifáre | Dolné Lefantovce | Dolné Obdokovce | Golianovo | Horné Lefantovce | Hosťová | Hruboňovo | Ivanka pri Nitre | Jarok | Jelenec | Jelšovce | Kapince | Klasov | Kolíňany | Lehota | Lúčnica nad Žitavou | Ľudovítová | Lukáčovce | Lužianky | Malé Chyndice | Malé Zálužie | Malý Cetín | Malý Lapáš | Melek | Mojmírovce | Nitrianske Hrnčiarovce | Nová Ves nad Žitavou | Nové Sady | Paňa | Podhorany | Pohranice | Poľný Kesov | Rišňovce | Rumanová | Svätoplukovo | Štefanovičová | Štitáre | Šurianky | Tajná | Telince | Veľká Dolina | Veľké Chyndice | Veľké Zálužie | Veľký Cetín | Veľký Lapáš | Vinodol | Výčapy-Opatovce | Zbehy | Žirany | Žitavce
1. 1 2  «Počet obyvateľov podľa pohlavia - obce (ročne) [om7102rr_obce=AREAS_SK]».   Statistical Office of the Slovak Republic, 31-03-2025. [Consulta: 31 març 2025].